# 星野一弘
星野 一弘（ほしの かずひろ、1968年5月4日 - ）は、フリーアナウンサー。元新潟放送のアナウンサー。星座は牡牛座、血液型はA型である。

## 来歴・人物
新潟県長岡市出身。新潟県立長岡高等学校を経て明治大学卒業。1991年に新潟放送（BSN）へアナウンサーとして入社。
ニュースなど情報番組を中心に担当した他、野球・競馬・サッカーなどのスポーツ中継で実況を多く担当。第31回（2005年度）のアノンシスト賞・スポーツ実況部門で優秀賞を受賞した。
2012年4月に報道制作局ラジオデスクへ異動していたが、2013年4月より磯村茂昭とともにアナウンサーとして復帰した。
2023年1月にBSNを退社後は、テレビ新潟放送網関連会社「TeNYサービス」のタレント・アナウンサーのマネジメント事業部「ニューブライトプロダクション」に移籍するとともに、TCP Artistと業務提携を結んでスポーツ実況を中心にフリーアナウンサーとして活動している。また、BSN時代にアナウンサー研修を手掛けてきた経験を生かして個別指導のアナウンススクール『新潟アナウンス塾』を開設している。
ケーブルテレビNCTでオイシックス新潟アルビレックスBCの実況を担当している。実況中に大声を出しがちで頻繁にマイクの音が割れる。

### 担当番組
- プレナスなでしこリーグ（なでしこリーグチャンネル） - 2023年から
- 都市対抗野球大会（TCN） - 2023年から
  - J SPORTSでも放送するほか、毎日新聞の都市対抗野球特設サイトでも配信

### 過去の担当番組
特記がない場合は全てBSN時代の番組 
- ワンダフル競馬
- ライブリポート430（ラジオ）
- New・sな時間（金曜担当）
- ゆうWAVE（ゆうWAVEニュース解説・星野一弘のニュース星印）
- 新潟日報ニュース（月 - 木、10時55分・正午）
- BSNニュース・イブニング（月‐木、18:00－18:15　「BSNラジオ報道部ニュースデスク」として）

## 主な実況歴
- 新潟大賞典（1999年、2006年～2010年）
- 新潟3歳ステークス（1997年〜1999年）
- カブトヤマ記念（2001年）
- 【Honda VS 日本通運】都市対抗野球　南関東大会　第一代表決定戦（テレビ埼玉公式YouTube配信）[2][3]

## その他
- BSN時代には、前述の通り2012年4月から1年間はアナウンス業務から離れて報道制作局ラジオデスクへ異動していた（主にラジオニュースを担当）が、「新潟日報ニュース」でキャスターを務める際には終了時の担当クレジットを行っていなかった。

## 関連人物
- 松永二三男 - 元日本テレビ放送網アナウンサー、フリーアナウンサー。同郷、かつ高校・大学の先輩。